# Casa Solsona
La Casa Solsona és una obra modernista de Cervera (Segarra) protegida com a Bé Cultural d'Interès Local.

## Descripció
Situada al carrer Major, eix vertebrador del barri antic del municipi. Casa cantonera amb tres nivells d'obertures: planta baixa, primer i segon pis. A la planta baixa s'obren una sèrie d'obertures desiguals, entre la porta principal d'accés, portes secundàries i grans finestrals protegits amb reixa. Al primer pis hi ha tres obertures amb balcó, dues de les quals estan unides per una sola balconada. D'altra banda, les tres obertures del segon pis tenen cada una el seu propi balcó. El parament de la façana principal és arrebossat amb les arestes de la cantonada remarcades, així com els marcs de les obertures, treballats amb estuc com si fossin carreus ben escairats. La façana lateral que dona al carreró d'accés a l'avinguda Duran i Sanpere presenta un aparell de paredat comú i algunes obertures desiguals. La part posterior de la casa, que dona a l'avinguda Duran i Sanpere, s'obre a un jardí elevat, mitjançant diverses obertures que conformen una assolellada galeria de dos nivells. Aquesta part posterior presenta un cos sobresortint a la banda esquerra, amb el cantell arrodonit. Les obertures presenten des d'arc apuntat tipus ogival fins a l'arc de mig punt o bé una mena d'obertures d'arc conopial motllurat. Tret de la galeria -les obertures de la qual es concentren en aquest cos que sobresurt del pla de la façana-, hi ha quatre obertures amb decoracions de caràcter neogòtic, amb ampits de traceria. A la part superior de la façana s'obren òculs el·líptics amb traceria d'imitació gòtica. Podem dir que la façana és més treballada que la façana principal vers al carrer Major, que és més austera. Per sota del jardí, pel que fa a celler i magatzem s'obre una portada per facilitar el desenvolupament de les activitats agrícoles, que en un altre moment devien ser importants en la vida quotidiana de la casa.

## Història
Els Solsona emparentaren mitjançant aliances matrimonials amb els Alió de Riber. El poble de Riber era de jurisdicció reial, ja que havia aconseguit el dret de veïnatge amb Cervera, per la qual cosa els Alió no n'eren els senyors -als inventaris i testaments del segle xviii els membres masculins de la família apareixen denominats com a "doctors", si en canvi, però, eren els propietaris més importants i obtenen el privilegi de construir un accés directe des de casa seva fins al cor de l'església.